# クンドゥカイ
クンドゥカイ（モンゴル語: Qunduqai,中国語: 渾都海,? - 1260年）とは、モンゴル帝国に仕えたトランギト・ジャライル氏族出身の軍団長の一人。帝位継承戦争ではアラムダールとともにアリクブケ派の主力軍の指揮官として活躍したが、最終的にはクビライ派の軍勢に敗れて殺された。
『元史』などの漢文史料では渾都海(húndōuhǎi)、『集史』などのペルシア語史料ではقوندقای(qūndqāī)と記される。

## 概要
『集史』「ジャライル部族志」にはトランギト・ジャライル部出身のジョチ・ダルマラの5人の息子の一人として名前が挙げられている。モンゴル帝国第4代皇帝モンケによる南宋親征が始まると、クンドゥカイはモンケ直属の部隊に従軍した。『五族譜』には「モンケ・カーンの没時、彼をdūlī sābad城塞攻撃の指揮官に充てた」と記されており、モンケが四川方面において病で亡くなった時、モンケの率いていた軍勢の指揮権を継承したのがクンドゥカイであった。
モンケが急逝した時、状況からいって最も次のカーンに相応しい人物と目されていたのは末弟アリク・ブケであったが、クビライは南宋遠征軍の大部分を味方につけて上都において一方的にクリルタイを開催し、帝国全体の総意を得ないままにカーンを称した。これに対し、アラムダール、ブルガイら元モンケの側近達は反発し、旧暦11月にカラコルムにおいてアリク・ブケをカーンに推戴した。
モンケの死亡時、モンケ直属の軍隊は陝西〜四川一帯に散在していたが、劉タイピン(太平)、コルカイ(霍魯海)、カラ・ブカ(哈剌不花)、そしてクンドゥカイといった諸将に率いられていた。1260年(中統元年)6月、クンドゥカイらはクビライ派から派遣された使者のドロタイ(朶羅台)を殺害してアリク・ブケ派につくことを明らかにし、ミール・ホージャを成都に、キタイ・ブカを青居に派遣して援軍の要請を行った。しかし、キタイ・ブカはクビライ派についたオングト人の汪惟正によって殺されてしまい、また同じくクビライ派の廉希憲・商挺らによって劉太平も謀殺されてしまい、陝西一帯はクビライ勢力の支配下に入った。この時、廉希憲はクンドゥカイの置かれた状況を評して、「クンドゥカイは勢いに乗じて東進し我が軍を攻撃することはできない。何故ならば、今クンドゥカイの下にいる兵は状況に流されてアリク・ブケ派についた者が大多数で、意思が統一されていないからだ。もしクンドゥカイが敵対勢力(クビライ派)に誼を通じようとする者を捕らえるようになれば、疑心暗鬼を生じて仲間割れを始めるだろう……」と幕僚に語っている。
このような状況のため、やむなくクンドゥカイらはカラコルムから南下してきていたアラムダール率いる軍勢と合流するため、六盤山を引き払って北上を始めた。甘州においてクンドゥカイ軍とアラムダール軍は合流を果たしたものの、廉希憲が予想したように諸将間の意見の一致を見ず、最終的にカラ・ブカ率いる軍勢は行動をともにせずにモンゴル高原に帰還することになった。残されたクンドゥカイとアラムダールは軍勢を再編して南下を開始し、まず河西を支配するコデン・ウルス（オゴデイ・ウルスの一派）を攻撃してその主要都市西涼府を奪い取り拠点とした。
クンドゥカイらの攻撃によって大打撃を受けたコデン・ウルス当主のジビク・テムルは関中に逃れ、クビライ勢力の中には河西方面を放棄すべきではないかという声も上がったが、廉希憲らの反対によってクンドゥカイ・アラムダール討伐のためオゴデイ家のカダアン・オグルらが派遣されることとなった。カダアンの軍勢は陝西方面に権益を持つオングト部の汪良臣、アンチュルらと合流し、最終的にカダアン、バチン（八春,Bačin）、汪良臣の3名がそれぞれ軍団を率いてクンドゥカイ・アラムダール軍に相対した。
アリク・ブケ派の軍勢とクビライ派の軍勢が対峙したのは非常に風の強い日だったため、汪良臣は軍士に命じて馬を下り刀剣を用いて攻撃させ、汪良臣手ずから敵兵を数十人斬る奮戦ぶりもあってアラムダール軍は劣勢に陥った。更にカダアン軍はアラムダール軍の逃走経路に待ち伏せてこれを大いに破り、遂に主将たるアラムダール・クンドゥカイを殺害した。アラムダール、クンドゥカイの首は持ち帰られて京兆府で晒し首にされ、クンドゥカイらの敗戦によって西方戦線はクビライ派の勝利に終わった。
東アジア方面ではクンドゥカイの子孫について全く記録がないが、『集史』によるとフレグの征西に従軍したクンドゥカイの息子ブグンはフレグ・ウルスにおいてグルジスターンの総督に任じられていたという。また、ブグンの息子テムル・ブカはコルチ(箭筒士)職に就いていたと記される。

## トランギト・ジャライル部
- コゴチャ（Qoγoča ＞豁火察/huōhuŏchá）
  - ジョチ・チャウルカン（J̌öči ča'urqan ＞朔魯罕/shuòlŭhǎn,جوچی جاورقای/jūchī jāūrqāī）
    - テムデイ（Temüdei ＞忒木台/tèmùtái）
      - アウルクチ（A'uruγči ＞奥魯赤/àolŭchì）
        - バイジュ（Baiǰu ＞拜住/bàizhù）
        - トゴン・ブカ（Toγon buqa ＞脱桓不花/tuōhuán bùhuā）

  - ジョチ・ダルマラ（J̌öči darmala ＞拙赤答児馬剌/zhuōchì dáérmǎlà,جوچی ترمر/jūchī tarmala）
    - クトクト（Qutuqtu ＞قوتوقتو/qūtūtqū）
    - クトクダル（Qutudar ＞قوتوقدار/qūtūqdar）
    - クンドゥカイ（Qunduqai ＞渾都海/húndōuhǎi,قوندقای/qūndqāī）
    - イルゲイ（Ilügei ＞یلکای/īlkāī）
    - アルカン（Arkan ＞ارکن/arkan）